# Hetmanatul Căzăcesc
Armata Zaporojiană (Vîisko Zaporoje), Hetmanatul căzăcesc (în limba ucraineană: Гетьманщина, Військо Запорозьке) a fost un stat al cazacilor din Zaporijia, care a cuprins teritoriile Hetmanatului și al Oastei Zaporojiene. Statul întins în regiunile centrale și nord-estice ale Ucrainei s-a bucurat de o perioadă de independență, urmată de una de autonomie între 1649 – 1775. Statul a fost fondat odată cu izbucnirea Răscoalei lui Hmelnițki în 1648, iar primul lui conducător a fost Bogdan Hmelnițki, care a condus statul în 1648 – 1657.
Hetmanatul și-a pierdut independența ca urmare a tratatului de la Pereiaslav (Pereiaslavska Rada) din 1654. Tratatul de la Andrusovo (Andrusiv) din 1667 a împărțit statul între Rusia și Polonia. Această împărțire a dus la izbucnirea unui război civil între diferitele facțiuni căzăcești din Ucraina care a durat până spre sfârșitul secolului al XVII-lea. În secolul al XVIII-lea, teritoriul Hetmanatului a fost redus la ceea ce este cunoscut ca Ucraina de pe malul stâng. Împărăteasa Ecaterina a II-a a abolit orice urmă de autonomie a cazacilor ucraineni în 1764.
Capitalele hetmanatului au fost Cihirin, Baturin și Hluhiv.
Hetmanatul a ocupat teritoriile a ceea ce este astăzi Ucraina centrală, plus o zonă de frontieră a Rusiei moderne. Hetmanatul a ocupat regiunile (oblast) ucrainene Cernigău, Poltava, și Sumî (fără colțul de sud-est), teritoriile estice ale regiunlor Kiev și Cerkasî, ca și partea vestică a regiunii Briansk din Rusia. Teritoriul Armatei Zaporojiene s-a bucurat de un anumit grad de autoguvernare și a avut propria sa administrație.

## Istoric

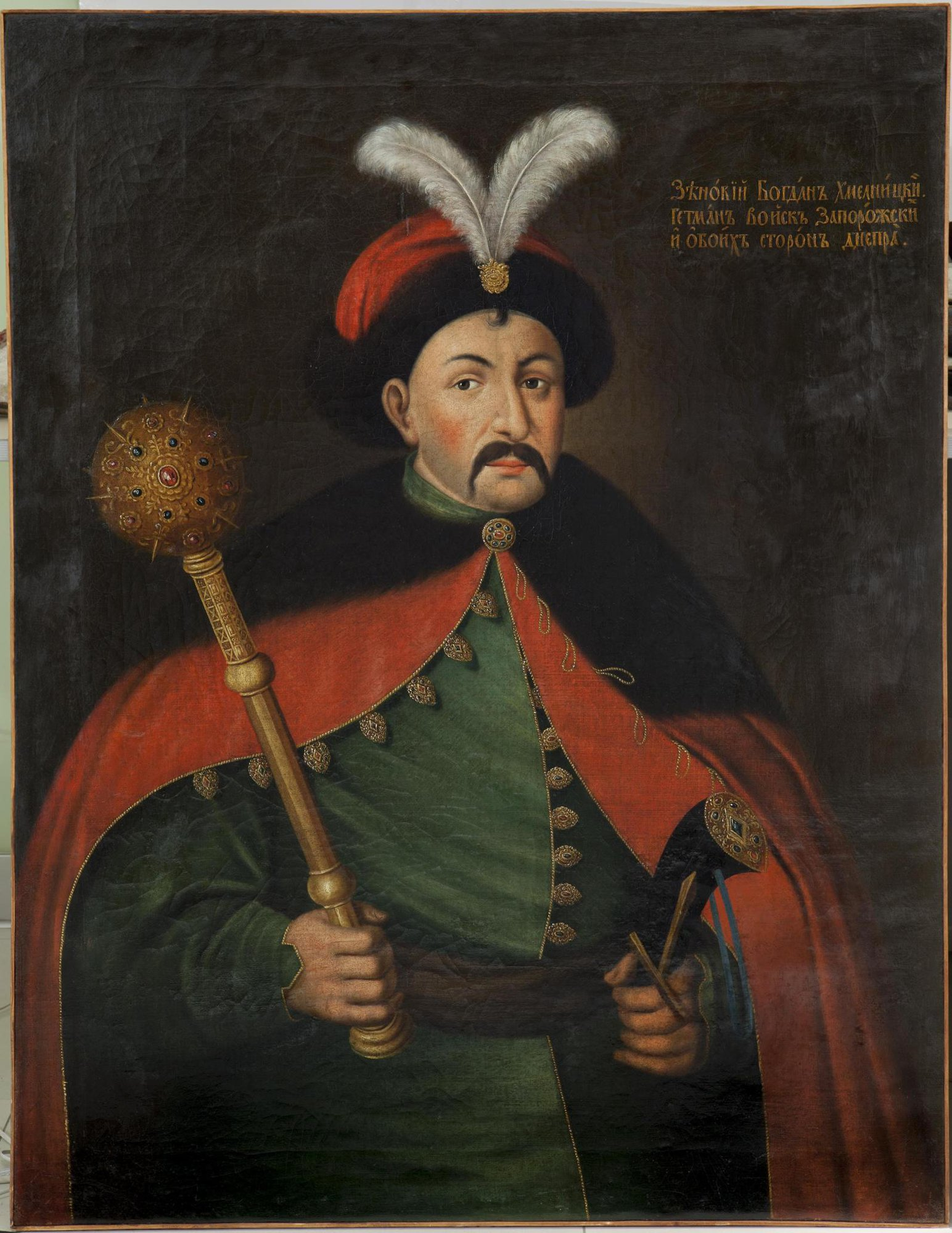
Hetmanul Bogdan Hmelnițki

### Înființarea
După o serie de campanii militare încununate de succes împotriva polonezilor hatmanul Bogdan Hmelnițki și-a făcut o intrare triumfală în Kiev de Crăciunul anului 1648, fiind salutat de populația orașului ca eliberator al poporului ucrainean de sub jugul polonez. În februarie 1649, în timpul negocierilor de la Pereiaslav cu delegația poloneză, Hmelnițki a abordat convorbirile cu polonezii de pe poziția de autocrat al rutenilor și unic conducător al Ucrainei.
Hmelnițki s-a angajat în construcția structurii noului stat pe toate planurile: militar, administrativ, financiar, economic și cultural. „Oastea zaporojiană” a fost împuternicită de Hmelnițki cu puterea supremă în noul stat, unificând toate sferele societății ucrainene sub autoritatea sa. Acțiunile hatmanului au vizat dezvoltarea unui sistem administrativ civil și militar ale cărui cadre erau cazaci și nobili ucraineni, precum și stabilirea unei pături conducătoare în Hetmanatul căzăcesc.

### Uniunea cu Rusia
După ce Hanatul Crimeii a schimbat tabăra în 1653, aliindu-se cu polonezii împotriva cazacilor, Hmelnițki și-a dat seama că nu se mai poate baza multă vreme pe sprijinul Imperiului Otoman împotriva Rzeczpospolitei și s-a reorientat spre o alianță cu Imperiul Rus. Negocierile lui Hmelnițki cu rușii au început în ianuarie 1654 în Pereiaslav și s-au încheiat în aprilie la Moscova.
Ca urmare a semnării acestui tratat, statul ucrainean trecea sub suzeranitatea Moscovei și era împărțit în două: Hetmanatul, cu capitala la Cihirin și Zaporijia, cu capitala la Siciul Zaporojian. Semnarea tratatului a dus la izbucnirea războiului ruso-polon din 1654–1667⁠(pl)[traduceți].

### Năruirea statului ucrainean și divizarea sa
După moartea lui Hmelnițki, fiul lui, Iuri a fost numit succesor. Din păcate, Iuri nu era numai un tânăr lipsit de experiență, dar îi lipsea în mod indiscutabil carisma și calitățile de lider ale tatălui său.
În 1657, conducătorul cancelariei Hetmenatului și unul dintre sfetnicii lui Bogdan Hmelnițki, Ivan Vihovski, a fost ales hatman. Noul hatman a încercat să ducă o politică independentă față de Moscova, ceea ce a dus la izbucnirea unui război civil. Vihovski a reușit să învingă trupele zaporijiene răsculate conduse de atamanii Iakiv Barabaș și Martin Pușkar la Poltava în 1658. La încheierea luptelor, hetmanatul era mult slăbit, iar Vihovski a hotărât să rupă legăturile cu Moscova și a semnat Tratatul de la Hadiaci cu polono-lituanienii în septembrie 1658.
În conformitate cu prevederile acestui tratat, Ucraina devenea a treia componentă autonomă a unei Uniuni statale polono-lituaniene-rutene, cu regele Poloniei monarh al noii Rzeczpospolite. Ucraina urma să păstreze controlul asupra armatei, justiției și bugetului. Tratatul nu a intrat însă niciodată în vigoare, deoarece s-a dovedit foarte nepopular în rândul păturilor de jos ale societății ucrainene, în rândul cărora au izbucnit mai multe răscoale. În cele din urmă, Vihovski a renunțat la funcția de hatman și a emigrat în Polonia.
A urmat perioada „Ruinei”, caracterizată printr-un război civil aproape neîntrerupt de-a lungul secolului al XVII-lea.
În 1467, în plină perioadă a Ruinei, războiul ruso-polonez a luat sfârșit prin semnarea păcii de la Andrusovo, care prevedea împărțirea Hetmanatului în două regiuni, Ucraina de pe malul stâng și Ucraina de pe malul drept. Hetmanatul având capitala la Kiev a păstrat o oarecare autonomie în cadrul statului rus și a rămas să controleze doar Ucraina de pe malul stâng. Ucraina de pe malul drept, cu excepția regiunii Kievului, a devenit parte a Poloniei, iar formațiunile administrative stabilite de Hmelnițki au fost abolite, fiind reînființate voievodatele poloneze Czernigow, Kijow și Bracław.

### Perioada lui Mazepa

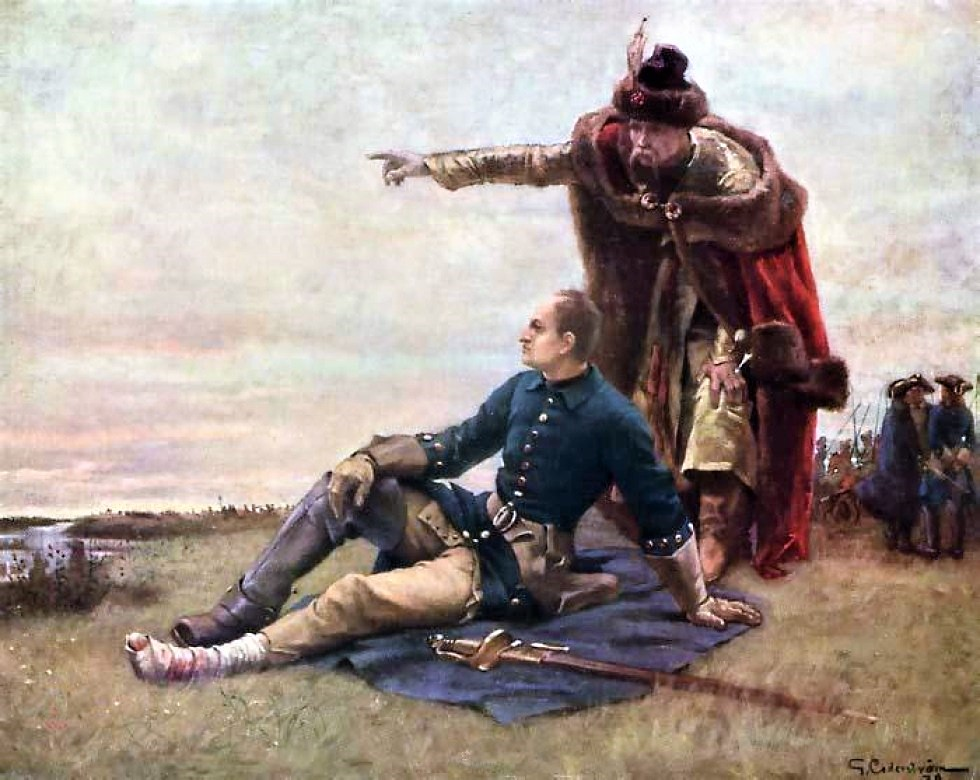
Carol al XII-lea și Mazepa după bătălia de la Poltava

Perioada Ruinei s-a terminat odată cu alegerea în funcția de hatman al lui Ivan Mazepa, care a adus stabilitate în statul ucrainean. El a unit din nou Ucraina sub conducerea unui singur hatman. Hetmanatul a înflorit în timpul conducerii sale, în special în domeniul artistic. Stilul arhitectural dezvoltat în timpul mandatului său a fost numit „baroc ucrainean”.
În timpul mandatului său a izbucnit Marele Război Nordic dintre Țaratul Rusiei și Imperiul Suedez. Alianța lui Mazepa cu Petru cel Mare a provocat pierderi grele cazacilor și a permis Rusiei să se amestece în treburile interne ale Hetmanatul. Atunci când rușii au refuzat să apere Ucraina împotriva atacului Poloniei aliate cu Suedia, Mazepa și cazaci zaporijieni s-au aliat la rândul lor cu suedezii în 1708. Bătălia decisivă s-a dat în iunie 1709 la Poltava, unde rușii au ieșit învingători. Victoria rușilor a pus capăt visului de independență a lui Mazepa, independență pe care o promiseseră suedezii. După bătălia de la Poltava, autonomia hetmanatului a rămas numai pe hârtie iar rușii au înființat gubernia Kievului.

### Distrugerea Armatei Zaporojiene
În timpul domniei Ecaterinei a II-a, autonomia Hetmanatului a fost restrânsă până la dispariție. După mai multe încercări eșuate, rușii au reușit să desființeze definitiv instituția hatmanului în 1764, iar prerogativele sale au fost asumate de „Colegiul Micii Rusii”. Astfel, statul ucrainean a fost incorporat definitiv în Imperiul Rus.
Ecaterina a II-a a dat pe 7 mai 1775 ordinul direct de distrugere a Siciului Zaporijian. La 5 iunie 1775, armata rusă – infanterie și artilerie – au înconjurat Siciul și l-au distrus. Armata rusă i-a dezarmat pe cazaci și le-a confiscat tezaurul și arhiva. Atamanul de tabără Petro Kalnișevski a fost exilat la mănăstirea de pe Insula Solovețki. Arestarea atamanului Kalnișevski a marcat sfârșitul Armatei Zaporojiene.

## Cultura
Existența Hetmanatului a marcat o perioadă de înflorire culturală în Ucraina, în special în timpul hatmanului Ivan Mazepa.

### Învățământul
Călătorii străini care au vizitat Hetmanatul au remarcat nivelul ridicat de alfabetizare al ucrainenilor, chiar și în rândul celor din păturile de jos. În Hetmanat existau mai multe școli primare decât la vecinii polonezi sau ruși. Prin deceniul al cincelea al secolului la XVII-lea, din 1.099 stanițe din cadrul a șapte districte regimentale, 866 aveau școli primare. Un călător german scria în 1720 că fiul hatmanului Danilă Apostol, care nu părăsise niciodată Ucraina, vorbea fluent latina, italiana, franceza, germana, poloneza și rusa. În timpul hetmanatului lui Mazepa, Colegiumul din Kiev a fost transformat în Academie, reușind să atragă pe băncile sale pe unii dintre cei mai cunoscuți învățați ai lumi ortodoxe. Mazepa a înființa un alt colegiu la Cernigău. Unii dintre studenții de la Kiev, precum Feofan Prokopovici (fondatorul Academiei Ruse de Științe), s-au mutat la Moscova, astfel încât patronajul cultural al lui Mazepa a ridicat nivelul cultural nu doar al Ucrainei, dar și al Rusiei. În 1737 a fost înființată o Academie de muzică în capitala de atunci a Hetmanatului, Hluhiv. 

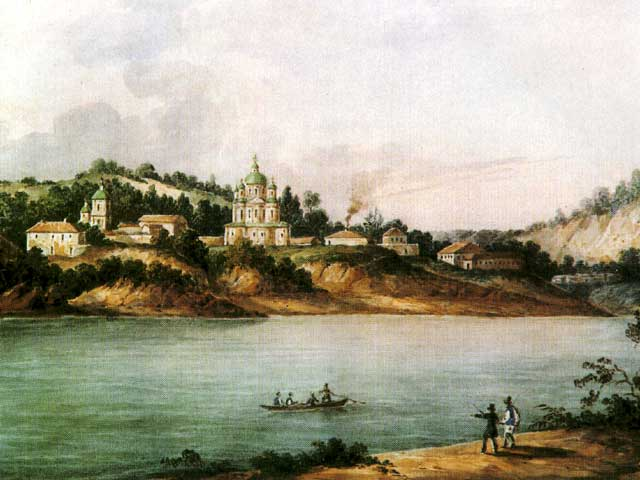
Mănăstirea Mejihirki, pictură de Fiodor Solnțev, 1843.

În afară de mai vechile tiparnițe din Kiev, au fost deschise noi ateliere în Cernigău și Novhorod-Siverskîi. Deși cea mai mare parte a cărților erau de natură religioasă, au mai fost tipărite și cărți cu carectere istoric. Inoketii Ghizel a fost cel care a lansat într-o carte scrisă în 1674 pentru prima oară ideea conform căreia Moscova este moștenitoarea de drept a Kievului, capitala Rusiei Kievene.

### Religia
Biserica Ortodoxă Ucraineană a ieșit în 1648 de sub jurisdicția Patriarhiei Constantinopolelui numai pentru a trece imediat sub autoritatea Patriarhiei Moscovei. Adevărul este că ierarhii bisericii ucrainene au încercat mai înainte de 1648 și după această dată să ducă o politică independetntă. Ivan Mazepa a stabilit o relație personală foarte strânsă cu mitropolitul Varlaam Iasinski (în scaun între 1690–1707). Mazepa a întărit biserica prin donații în bani, terenuri și sate de iobagi. Mazepa a finanțat contruirea mai multor biserici în Kiev și pentru restaurarea unora vechi și modificare lor conform canoanelor arhitectonice ale barocului ucrainean.

## Societatea
Structura socială a Hetmanatului era formată din cincin grupuri: nobilimea, cazacii, clerul, orășenii și țăranii.

### Nobilimea

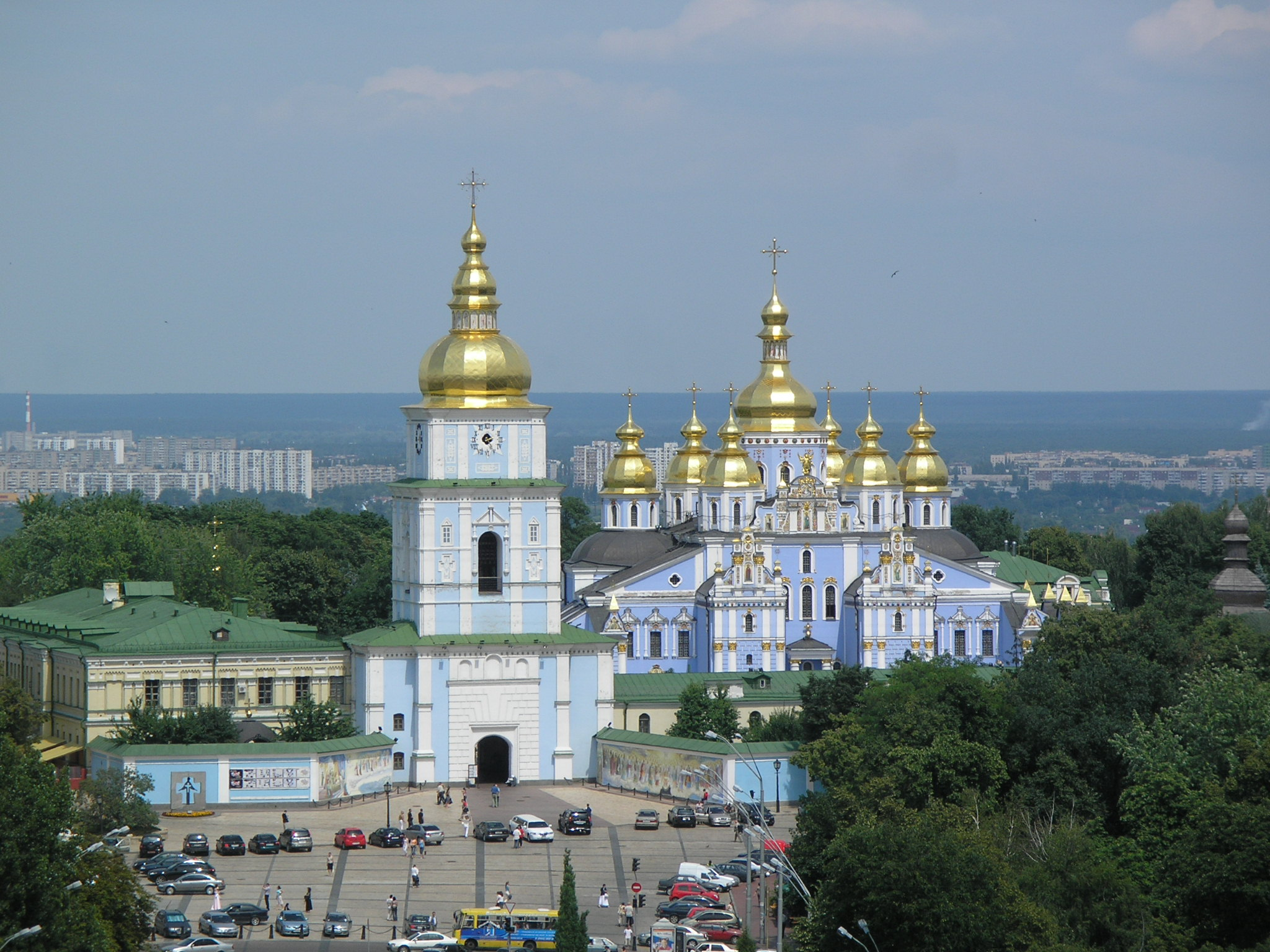
Mănăstirea Sfântul Mihail, construită cu forndurile asigurate de Ivan Mazepa

Nobilimea a continuat să fie clasa socială dominantă în Hetmanat, tot așa cum fusese și pe vremea stăpânirii poloneze, deși compoziția și legitimitatea ei în cadrul noii societăți s-a schimbat în mod radical. În timul rebeliunii lui Hmelnițki, șleahticii polonezi și magnații ruteni polonizați au fugit din Ucraina. Ca urmare, noua aristocrație a fost formată din amestecul nobilimii care rămăsese pe teritoriul Hetmanatului (vechi familii nobiliare care respinseseră polonizarea și mica nobilime care se alăturaseră cazacilor în lupta împotriva polonezilor) cu ofițerimea căzăcească în ascensiune. Nobilii loiali Hetmanatului, spre deosebire de aristocrații polonezi, ale căror proprietăți fuseseră redistribuite ucrainenilor, își păstaseră privilegiile, pământurile și satele de iobagi. Vechea nobilime și noua clasă a ofițerilor cazaci au fost numiți „Distinșii tovarăși militari”. Astfel, natura statutului nobiliar a fost schimbată în mod fundamental, nemaifiind ereditar, depinzând în schimb de loialitatea față de statul căzăcesc. În timp însă, pământurile ofițerilor cazaci și privilegiile lor au devenit ereditare, iar clasa nobililor și ofițerilor a reușit să acapareze moșii întinse, comparabile cu cele ale magnaților polonezi, pe care îi înlocuiseră.

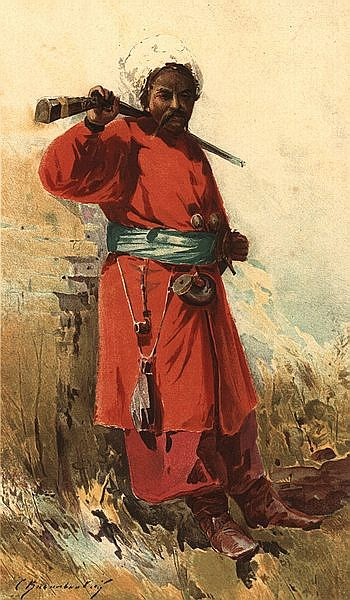
Cazac zaporijian, pictură de Serghei Vasilkivski, secolul al XIX-lea

### Cazacii
Cei mai mulți dintre cazaci nu au reușit să intre în rândul noblimii și au continuat să-și joace rolul lor de soldați. Cazacii de rang mic și-au exprimat în mod violent nemulțumirile și au declanșat un număr mare de rebeliuni, în special în perioada de instabilitate și războaie civile a „Ruinei”. Nemulțumirile cazacilor au fost exploatate cu abilitate de autoritățile de la Moscova. Siciul Zaporijian a funcționat ca refugiu pentru cazacii care fugeau din Hetmanat, tot așa cum servise de refugiu și în perioada de timp de dinaintea răscoalei lui Hmelnițki.

### Clerul
În timpul Hetmanatului, clerul catolic și cel unit era controlat de autoritățile ucrainene. Călugării ortodocși s-a bucurat de un statut privilegiat în aceiași perioadă, controlând aproximativ 17% din pământurile agricole. Mănăstirile erau scutite de impozite, iar călugării se asigurau ca iobagii mănăstirești își îndeplinesc toate îndatoririle. Înalții ierarhi ortodocși au devenit la fel de puternici și bogați precum cei mai puternici aristocrați. Preoții erau și ei scutiți de la plata taxelor. Fii preoților se preoțeau la rândul lor, sau deveneau fucționari ai statului. Nobilii și cazacii puteau ajunge preoți, sau invers.

### Orășenii
Douăsprezece orașe ale Hetmanatului se bucurau de anumite drepturi de autoguvernare, aveau propriile judecătorii și propriul buget. Orășenii bogați puteau să dețină funcții în administrația Hetmanatului sau își puteau cumpăra titluri nobiliare. Populația orășenească era relativ puțin numerică (cele mai mari orașe, Kiev și Nijîn aveau în  jur de 15.000 de locuitori) și nu a fost așa de importantă ca alte grupuri sociale din Hetmanat.

### Țăranii
Țăranii reprezentau majoritatea populației Hetmanatului. Deși instituția muncii obligatorii prestat de țărani a fost redusă în mod semnificativ în timpul răscoalei lui Hmelnițki, (care a avut ca urmare alungarea moșierilor și magnaților polonezi din Ucraina), nobilimea locală, hatmanul și biserica ortodoxă au continuat exploatarea iobagilor. Ca urmare a răscoalei, 50% din terenurile agricole au fost repartizate cazacilor și satelor autonome, 33% a rămas în stăpânirea ofițerilor cazaci și a nobililor locali, iar 17% a trecut în proprietatea bisericii. Odată cu trecerea timpului, proporția terenurilor ocupate de nobili și ofițeri a crescut în defavoarea celor ocupate de cazacii de rând, iar țăranii au fost obligați să lucreze tot mai mult pentru stăpânii lor. Cu toate aceste, obligațiile au rămas mai ușoare decât cele de dinainte de răscoală, iar țăranii nu au fost niciodată legați de pământ, având dreptul să se mute pe alte moșii.

## Conducerea

### Împărțirea teritorială
Hetmanatul a fost împărțit în districte militaro-administrative (districte regimentale, „polki”), al căror număr a variat funcție de teritoriul statului. În 1649, când Hetmanatul controla amble maluri ale Niprului, teritoriul era împărțit în 16 districte. După pierderea regiunii vestice, (Malul drept), numărul de districte s-a redus la zece. Districtele regimentale erau împărțite mai departe în companii („sotnii”), care erau conduse de căpitani.

### Conducerea
Hetmanatul era condus de un hetman, guvernul lui și de două consilii: Consiliul General și Consiliul ofițerilor. Hetmanul era ales la început de Consiliul General, al cărui membri erau toți cazacii, orășenii, clerul și chiar unii țărani. Spre sfârșitul secolului al XVII-lea, rolul hetmanului a devenit mai degrabă onorific, funcțiile de conducere fiind preluate în cea mai mare parte de Consiliul Ofițerilor. După 1709, hatmanul ales era confirmat de țar. Hatmanul conducea până când murea sau până era demis. Puteriile hetmanului erau discreționale în domeniile administrației, judecătoresc, financiar și militar. Cabinetul său fucționa atât ca stat major cât și ca guvern civil. Hetmanul avea dreptul să traseze propriile linii de politică externă, dar această putere a fost limitată treptat de Moscova de-a lungul secolului al XVIII-lea.
Fiecare district regimental era administrat de un colonel („polcovnic”) care avea un rol dublu, de autoritate supremă militară și civilă în teritoriul din subordinea sa. Dacă la începuturi, polcovnicul era ales direct de cazacii din fiecare district, în secolul al XVIII-lea acest demnitar a început să fie numit direct de hetman. După 1709, Moscova s-a implicat tot mai mult în numirea coloneilor. În activitatea sa, fiecare colonel era ajutat de un adjunct, un judecător, un cancelar, un aghiotant și un stegar.

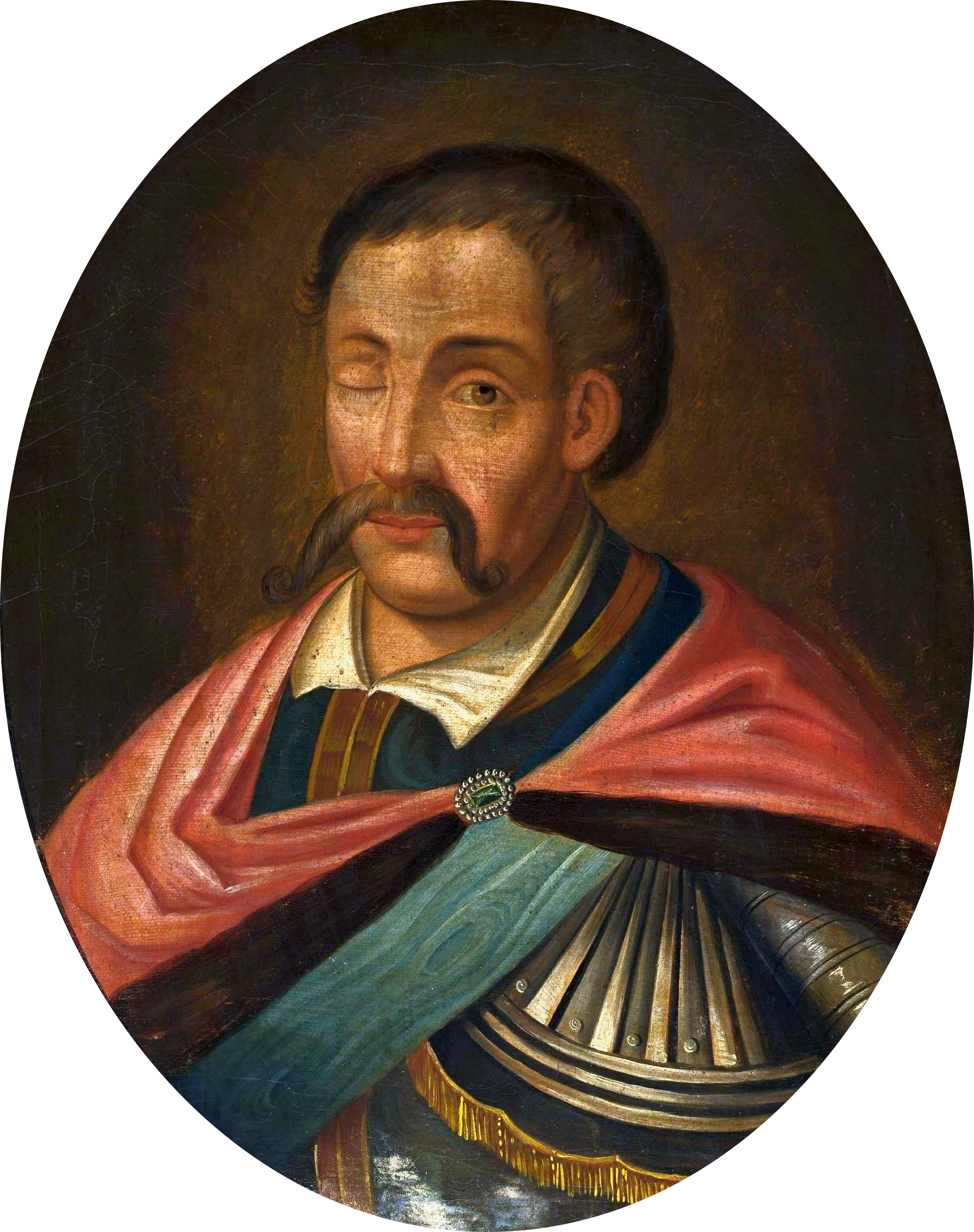
Hetmanul Dănilă Apostol

Autonomia Hetmanatului a fost restrânsă de-a lungul secolului al XVIII-lea. După bătălia de la Poltava, hetmanii aleși de cazaci au trebuit să aibă și aprobarea țarului pentru a-și ocupa funcția.
De asemenea, țarul intervenea frecvent pentru numirea coloneilor fiecărui district regimental. În 1722, structura responsabilă cu Hetmanatul a fost schimbată din subordonarea guvernului  în aceea a Colegiului Afacerilor Externe al Senatului. În același an, autoritatea hetmanului a fost diminuată prin înființare Colegiului Micii Rusii, numit de la Moscova și format din ofițeri ruși staționați în Ucraina, care acționau ca un guvern paralel. Acest colegiu trebuia în mod oficial să apere drepturile cazacilor-țărani împotriva abuzurilor ofițerilor cazaci. Atunci când cazacii l-au ales pe hetmanul Pavlo Polubotok, oponent al reformelor inițiate de ruși, acesta din urmă nu a fost confirmat de țar, a fost arestat și a murit în închisoare. Colegiul (rus) al Micii Rusii a condus Hetmanatul până în 1727, când și-a încetat existența și a fost ales un nou hetman, Dănilă Apostol. Relațiile dintre Hetmanant și Rusia au fost reglementate prin adoptarea unui cod cu 28 de articole. Acest cod a fost valabil până în momentul desființării Hetmanatului. Printre altele, acest cod stipula că:
- Hetmanatul nu avea propriile relații externe, deși putea negocia direct cu Polonia, Hanatul Crimeii și Imperiul Otoman în legătură cu problemele de frontieră, atâta vreme cât aceste negocieri nu contravenea tratatelor semante de Rusia cu sus-numitele puteri.

- Hetmanatul  continua să păstreze controlul asupra zece regimente.

- În caz de război, cazacii erau obligați să lupte sub comanda unui comandant rus rezident.

- S-a înființat un tribunal format din trei cazaci aleși și trei delegați ai guvernului rus.

- Moșierii ruși și de alte naționalități au primit permisiunea să rămână pe teritoriul Hetmanaului, dar colonizarea de țărani aduși din alte regiuni a fost interzisă.[11]

În 1764, poziția hetmanului a fost desființată de împărăteasa Ecaterina cea Mare, iar atribuțiile sale au fost preluate de un al doilea Colegiu al Rusiei Mici, fomat din patru funcționari guvernamentali ruși și patru cazaci aleși. Acest colegiu a început prudent dar ferm să elimine ultimele vestigii ale autonomiei locale căzăcești. În 1781, Colegiul Rusiei Mici a desființat sistemul regimentelor autonome căzăcești. Doi ani mai târziu, a fost restricționat dreptul la libera mișcare a țăranilor, iar procesul de 
iobăgizare al populației rurale ucrainene a fost încheiat. Soldații cazaci au fost integrați în armata rusă, în vreme ce ofițerii cazaci au primit statutul nobiliar rus. În conformitate cu practica stabilită în restul Imperiului Rus, pământurile bisericilor și mănăstirilor ucrainene au fost confiscate și redistribuite nobililor. (De-a lungul timpului, mănăstirile din Hetmanat ajunseseră să controleze până la 17% din terenurile agricole ucrainene). Teritoriul Ucrainei a fost reorganizat în trei gubernii, a căror administrație nu se mai deosebea cu nimic de cea a oricăror alte gubernii din cadrul imperiului.